# Władimir Azberg
Władimir Gawriłowicz Azberg (ros. Владимир Гаврилович Азберг; ur. 13?/25 czerwca 1898 w Taganrogu, zm. 10 lutego 1947 w ZSRR) – pułkownik Armii Czerwonej, kolaborant niemiecki, szef oddziału przygotowania wojskowego sztabu Sił Zbrojnych Komitetu Wyzwolenia Narodów Rosji i jednocześnie komendant szkoły oficerskiej ROA pod koniec II wojny światowej.

## Życiorys
Ukończył gimnazjum w Astrachaniu, a następnie kurs w Konstantynowskiej Szkole Wojskowej. Brał udział w I wojnie światowej. Służył w 156 pułku piechoty. 4 czerwca 1919 wstąpił do Armii Czerwonej. Uczestniczył w wojnie domowej z białymi, walcząc na południowo-zachodnim froncie. Dowodził samodzielnym batalionem 11 Armii. Od lata 1919 do listopada 1920 był zastępcą dowódcy 3 pułku strzeleckiego 2 Dywizji Strzeleckiej. Do 1923 sprawował funkcję adiutanta komendanta Baku, a do 1924 adiutantem dowódcy 2 Kaukaskiej Dywizji Strzeleckiej, likwidującej powstanie Dagestańczyków. Następnie dowodził batalionem 4 pułku strzeleckiego w dywizji. W latach 1926–1927 szkolił się na kursach dla starszych oficerów. W styczniu 1930 został szefem oddziału w sztabie wojsk pancernych Armii Czerwonej. W 1932 ukończył w Leningradzie kursy dla oficerów wojsk pancernych, po czym powrócił na poprzednie stanowisko. W 1936 awansował do stopnia majora, a w listopadzie 1939 na pułkownika. Brał udział w wojnie z Finlandią jako szef oddziału wojsk pancernych sztabu 15 Armii.
W momencie ataku Niemiec na ZSRR (22 czerwca 1941) był szefem oddziału wojsk pancernych sztabu 28 Armii. Następnie pełnił tę samą funkcję w sztabach 43 i 57 Armii. W 1942 został zastępcą dowódcy 57 Armii. 25 maja tego roku w rejonie stanicy Łozowaja dostał się do niewoli niemieckiej i został osadzony w oflagu. Wkrótce podjął kolaborację z Niemcami. W 1943 w Mariampolu zorganizował i prowadził oficerską szkołę dla kolaborantów rosyjskich służących w Wehrmachcie. Od lata tego roku służył w sztabie Generała Wojsk Wschodnich przy Oberkommando des Heeres gen. Ernsta Köstringa, inspekcjonując Bataliony Wschodnie (Ostbataliony). W grudniu 1944 został szefem oddziału przygotowania wojskowego sztabu Sił Zbrojnych Komitetu Wyzwolenia Narodów Rosji. W styczniu 1945 objął jednocześnie funkcję komendanta oficerskiej szkoły Sił Zbrojnych KONR. W lutym Niemcy awansowali go do stopnia generała-majora. 4 maja w miejscowości Rainbach im Mühlkreis prowadził rozmowy z dowódcą amerykańskiej 11 Dywizji Pancernej 3 Armii w sprawie poddania się południowej grupy wojsk Sił Zbrojnych KONR. 9 maja poddał się Amerykanom, którzy 14 lutego 1946 wydali go Sowietom.
10 lutego 1947 został skazany za zdradę na karę śmierci, wyrok wykonano przez rozstrzelanie.
W ocenie Sądu Najwyższego Federacji Rosyjskiej został osądzony prawidłowo, nie rehabilitowany.